# Окленд (Алабама)
Окленд (англ. Oakland) — невключена територія в окрузі Лодердейл, штат Алабама, США.

## Демографія
Станом на липень 2007 на території мешкало 4115 осіб.
Чоловіків — 2023 (49.2 %);

Жінок — 2092 (50.8 %).
Медіанний вік жителів: 39.4 років;
по Алабамі: 35.8 років.

### Доходи
Розрахунковий медіанний дохід домогосподарства в 2009 році: $40,836 (у 2000: $35,106);
по Алабамі: $40,489.
Розрахунковий дохід на душу населення в 2009 році: $19,304.
Безробітні: 6,1 %.

### Освіта
Серед населення 25 років і старше:
Середня освіта або вище: 69,2 %;

Ступінь бакалавра або вище: 12,4 %;

Вища або спеціальна освіта: 4,9 %.

### Расова / етнічна приналежність
Білих — 3,361 (82.2 %);

 Афроамериканців — 601 (14.7 %);

 Латиноамериканців — 94 (2.3 %);

 Індіанців — 11 (0.3 %);

 Відносять себе до 2-х або більше рас — 14 (0.3 %);

 Інші — 6 (0.1 %);

 азіатів — 2 (0.05 %);

 Корінних жителів Гавайських островів та інших островів Тихого океану — 1 (0.02 %);

## Нерухомість
Розрахункова медіанна вартість будинку або квартири в 2009 році: $114,434 (у 2000: $84,700);
по Алабамі: $119,600.